# Willy Rozier
Pour les articles homonymes, voir Rozier.
William Xavier Rozier dit Willy Rozier, né le 27 juin 1901 à Talence et mort le 26 mai 1983 à Neuilly-sur-Seine, est un réalisateur, producteur de cinéma, scénariste et acteur français.
Il utilise également le pseudonyme Xavier Vallier.

## Biographie

### Duel avec François Chalais
En 1949, devant journalistes, photographes et cameraman, François Chalais se bat et perd en duel à l'épée contre le réalisateur Willy Rozier provoqué par les propos tenus par Chalais sur l'actrice Marie Dea.

## Filmographie

### Réalisateur
- 1934 : N'épouse pas ta fille
- 1934 : 300 à l'heure
- 1935 : Pluie d'or
- 1936 : Maria de la nuit
- 1936 : Veinte mil duros
- 1937 : Les Hommes de proie
- 1937 : Les Anges noirs
- 1938 : Champions de France
- 1941 : Espoirs
- 1942 : Mélodie pour toi
- 1943 : L'Auberge de l'abîme
- 1946 : Solita de Cordoue
- 1947 : Les Trafiquants de la mer
- 1947 : Monsieur Chasse
- 1948 : 56, rue Pigalle
- 1949 : L'Épave
- 1951 : Le Bagnard
- 1952 : Les Amants maudits
- 1952 : Manina, la fille sans voiles
- 1953 : L'Aventurière du Tchad
- 1955 : Plus de whisky pour Callaghan
- 1955 : À toi de jouer Callaghan
- 1957 : Et par ici la sortie
- 1958 : Un homme se penche sur son passé
- 1960 : Callaghan remet ça
- 1960 : Prisonniers de la brousse
- 1964 : Le Roi des montagnes
- 1965 : Les Chiens dans la nuit
- 1969 : Les Têtes brûlées
- 1972 : Dany la ravageuse
- 1976 : Dora, la frénésie du plaisir

### Acteur
- 1928 : La venenosa de Roger Lion
- 1931 : Autour d'une enquête de Robert Siodmak et Henri Chomette
- 1931 : Calais-Douvres de Jean Boyer et Anatole Litvak
- 1931 : Les Monts en flammes de Luis Trenker et Joe Hamman
- 1932 : Le Petit Écart de Reinhold Schünzel et Henri Chomette
- 1932 : Haut comme trois pommes de Maurice Champreux (court métrage)
- 1932 : Une nuit à l'hôtel de Leo Mittler
- 1932 : Avec l'assurance de Roger Capellani
- 1933 : La Guerre des valses de Ludwig Berger
- 1953 : L'Aventurière du Tchad

## Théâtre
- 1933 : Cette nuit-là... de Lajos Zilahy, mise en scène Lucien Rozenberg, Théâtre de la Madeleine